# Râul Lopatnic
Râul Lopatnic (Lopatinca) este un afluent de stânga al Prutului, care are o lungime de 57 de km și își adună apele de pe o suprafață de 257 km². Practic, este un râu intern al Republicii Moldova, care izvorăște la câțiva kilometri de frontieră cu regiunea Cernăuți, trece prin localitățile Grimăncăuți, Briceni, Tabani, Caracușenii Vechi, Corjeuți și la vest de satul Lopatnic se varsă în Prut.
Denumirea râului, în opinia savantului Ion Dron, are la bază un nume vechi de proveniență antroponimică românească - Lopată. Un Mihul Lopată - "tatăl lui Ilie si bunicul lui Crăciun" este pomenit într-un hrisov domnesc din anul 1546. De-a lungul veacurilor denumirea râului a suferit unele modificări: din Lopată a trecut în Lopătești, iar mai apoi în Lopatinți și Lopatnic. Cert este că la începuturi râul purta numele Lopată, luat de la un nume personal devenit mai târziu și nume de familie.
Satele, care își au vatra pe malurile râului Lopatnic, sunt sate vechi moldovenești, cu o istorie de secole, cu hrisoave domnești și cu demnitate răzășească. În comuna Caracușenii Vechi își doarme somnul de veci o personalitate de vază, scriitorul Constantin Stamati-Ciurea, care vorba dânsului "nu a vînat glorie sau profit" din cărțile sale, ci deșteptarea și iluminarea poporului. Satele de pe malurile Lopatnicului sunt localități mari, cu case arătoase și oameni harnici și gospodari, cu școli și instituții preșcolare și culturale. În unele localități au început să apară și să activeze organizații neguvernamentale de mediu (de exemplu organizația teritorială din Corjeuți a Mișcării Ecologiste din Moldova), care urmează să stimuleze participarea publicului la luarea deciziilor, să antreneze populația la acțiuni de protecție a mediului și de ocrotire a apelor din bazinul hidrografic al râului Lopatnic.
Este greu de crezut că apele puține ale râulețului Lopatnic puteau modela un peisaj atât de spectaculos ca cel cuprins între satele Caracușenii Vechi și Corjeuți. Lanțul de recifi cu o înălțime de peste o sută de metri sunt străpunși de firul subțire de apă, formând pe o distanță de mai mulți kilometri chei și defilee de o mare frumusețe și atractivitate. Malurile abrupte cu stânci tăiate aproape vertical, blocurile masive de calcar cu o configurație bizară, gurile negre ale grotelor și peșterilor ce se cască de la diferite înălțimi, te lasă copleșit și impresionat de sălbătăcia locului și măreția naturii. Prinsă între bolovani uriași de piatră, apa Lopatnicului se zbate zgomotos în locurile cele mai înguste, la cheile din aval de Caracușenii Vechi, la stânca lui Ciuntu și la intrarea în Corjeuți, în defileul Tiglau. De la înălțimea stâncilor de sus, Lopatnicul se vede ca un fir de argint ce strălucește și șerpuiește prin smaraldul ierburilor și al pâlcurilor de flori. Relieful montan cu pante inundate de flori sălbatice iți lasă impresia că te afli în apropiere de Carpați sau de munții Dobrogei. De-a lungul veacurilor băștinașii au compus mai multe cântece și legende închinate acestor locuri pitorești și pline de ciudățenii, iar scriitorul Constantin Stamati-Ciurea a înveșnicit în scrierile sale Caracușenii Vechi, Stânca lui Ciuntu și Corjeuții.
Arealul complexului geologic și paleontologic din bazinul râului Lopatnic, pe lângă monumentele sale, adăpostește un șir de specii rare de floră și faună incluse în Cartea Roșie a Republicii Moldova. Pe malul stâng, vizavi de Stânca lui Ciuntu, în păduricea de foioase și conifere, grupul expedițional "Lopatnic-2003" al Mișcării Ecologiste din Moldova și al revistei "Natura", a văzut două perechi de cocostârci negri, o raritate pentru nordul Moldovei. 
În bazinul râului Lopatnic se mai află, pe lângă speciile rare de floră si faună, arbori seculari luați sub protecția statului (ocolul silvic Briceni), sectoare de pădure declarate monumente ale naturii (parcela 47 de 1,2 ha în apropiere de Caracușeni), recifii de lângă Briceni, grupa de stânci compusă din 2 atoli (135 ha) situată la est de satul Caracușenii Vechi. Monumentele naturii sunt concentrate pe o suprafață relativ mică și alcătuiesc Complexul geologico-paleontologic din bazinul râului Lopatnic, o arie protejată din categoria rezervațiilor peisagistice.